# Calliaspis sachaensis
Calliaspis sachaensis is een keversoort uit de familie bladkevers (Chrysomelidae). De wetenschappelijke naam van de soort werd in 1998 gepubliceerd door Borowiec & Stojczew.